# Малая Кумёна
Малая Кумёна (в среднем течении Талица, в верховье Верхняя Талица) — река в России, протекает по Верхошижемскому и Кумёнскому районам Кировской области. Устье реки находится в 26 км по левому берегу реки Большая Кумёна. Длина реки составляет 26 км, площадь водосборного бассейна 124 км².
В 4,5 км от устья, по левому берегу реки, впадает река Рябиновка.

## Течение
Исток реки находится в Верхошижемском районе северо-восточнее деревни Калачиги (центр Калачиговского сельского поселения) в 18 км юго-западнее посёлка Кумёны. Высота истока — 187,0 м над уровнем моря. Вскоре после истока перетекает в Кумёнский район. Генеральное направление течения северо-восток. Река несколько раз меняет название, до впадения Нижней Талицы именуется Верхней Талицей; между устьями Нижней Талицы и Рябиновки называется Талицей; а в нижнем течении именуется Малой Кумёной.
На реке стоят деревни: Сосняги (Калачиговское сельское поселение), Большие Вершининцы и Дыряне (Кумёнское сельское поселение), а также ряд нежилых. Притоки — Нижняя Талица, Рябиновка (правые); Бобылка (левый). Река впадает в Большую Кумёну напротив деревень Бабкинцы и Вересники (Кумёнское сельское поселение) в 3 км к северо-западу от посёлка Кумёны. Ширина реки у устья — 8 метров. Высота устья — 141,4 м над уровнем моря.

## Данные водного реестра
По данным государственного водного реестра России относится к Камскому бассейновому округу, водохозяйственный участок реки — Вятка от города Киров до города Котельнич, речной подбассейн реки — Вятка. Речной бассейн реки — Кама.
Код объекта в государственном водном реестре — 10010300312111100034600.